# Фурии (род)
Фу́рии (лат. Furii) — древнеримский патрицианский род, разветвившийся на фамилии Филов, Медуллинов (лат. Medullini), Камиллов, Пацилов (лат. Pacili), Акулеонов, Бибакулов (лат. Bibaculi), Крассипедов и других и давший Риму следующих более или менее видных представителей:
- Секст Фурий Медуллин Фуз (ум. после 488 до н. э.), консул Римской республики в 488 до н. э.;
- Агриппа Фурий Фуз (ум. после 446 до н. э.), консул 446 г. до н. э., успешно воевал с вольсками[1];
- Луций Фурий Медуллин (ум. после 391 до н. э.), был семь раз военным трибуном с консульской властью и два раза консулом. Им был завоёван город вольсков Ферентин[1];
- Марк Фурий Камилл (ок. 447—365 до н. э.), цензор 403 г. до н. э., шесть раз военный трибун с консульской властью, пять раз диктатор, четырежды триумфатор, признанный «вторым основателем Рима» после победы над захватившими и разрушившими город галлами около 387 г. до н. э.;
- Публий Фурий Фил (ум. 213 до н. э.), коллега Гая Фламиния по консулату 223 года до н. э., претор 216 года до н. э. и цензор в 214—213 годах до н. э.;
- Гай Фурий Акулеон (ум. после 190 до н. э.), квестор 190 года до н. э., служивший в Азии под началом Луция Корнелия Сципиона Азиатского;
- Марк Фурий Луск (ум. после 187 до н. э[2].), плебейский эдил 187 года до н. э[3][4].;
- Луций Фурий Пурпурион (ум. после 183 до н. э.), военный трибун при Марцелле (210 до н. э.), претор 200 г. до н. э. Будучи претором, он вытеснил из Кремоны галлов и разбил их войско, причём, погиб и карфагенский полководец Гамилькар, находившийся в городе. В 196 году до н. э., будучи консулом, он разбил совместно с коллегой, Марком Клавдием Марцеллом, бойев, а в 190 до н. э., после победы над Антиохом, участвовал в депутации из 10 послов, которым было поручено урегулировать положение вновь завоёванной провинции[1];
- Публий Фурий Фил (ум. после 171 до н. э.), претор 174 года до н. э., управлявший Ближней Испанией. Обвинённый испанцами в лихоимстве и жестокости, он был осуждён и удалился в изгнание в Пренесте[1];
- Марк Фурий Фил (ум. после 119 до н. э.), член коллегии монетных триумвиров около 119 года до н. э.;
- Гай Фурий Акулеон (II—I вв. до н. э.), родственник и друг Цицерона, женатый на его тётке — Туллии[1];
- Публий Фурий Крассипед (ум. после 84 до н. э.), монетарий в 84 году до н. э., предположительно занимавший, по одной из версий, должность курульного эдила не позднее 82 года до н. э. Отец второго мужа Туллии Цицеронис;
- Луций Фурий, сын Гнея, Брокх (ум. после 63 до н. э.), монетарий Республики, по одной из версий, в 63 году до н. э.;
- Фурий Крассипед (ум. после 51 до н. э.), женился по смерти Пизона на дочери Цицерона, Туллии[1]. Квестор в Вифинии в 51 году до н. э. у наместника провинции, Публия Силия[кат.][5];
- Фурий Лептин[6] (Фульвий Сетин[7]), сенатор, занимавший претуру в I-ой пол. I века до н. э[8][9][10].;
- Гай Фурий Камилл[11] (ум. после 45 до н. э.), специалист в области ипотечного права[12], друг Цицерона[13] и Тита Помпония Аттика[14]. По сложным юридическим вопросам с ним советовался консул 95 года до н. э. Квинт Муций Сцевола «Авгур»[15][16][17][18]. По всей видимости, состоял в родстве с отцом ординарного консула 8 года.